# Tunica muscularis
Die Tunica muscularis ist in Hohlorganen die feingewebliche Schicht unterhalb der Tela submucosa. Mit Ausnahme des oberen Drittels der Speiseröhre besteht die Tunica muscularis aus glatter Muskulatur. Die Muskelbündel bilden Spiralen mit zirkulärer Verlaufsstrecke auf der Innenseite und longitudinaler Verlaufsstrecke auf der äußeren Seite. In der Anatomie werden die beiden Schichten als Stratum circulare und Stratum longitudinale  bezeichnet. 
Zwischen den beiden Muskelschichten verläuft eine schmale Bindegewebsschicht mit vielen Blut- und Lymphgefäßen. In dieser Schicht befindet sich ein Nervengeflecht des enterischen Nervensystems, welches im Rumpfteil des Verdauungstrakts als Plexus myentericus (Auerbach) bezeichnet wird. Die Kontraktionen der Muskulatur der Tunica muscularis dienen dem Transport der Nahrung durch den Magen-Darm-Trakt.